# Kugelmugel

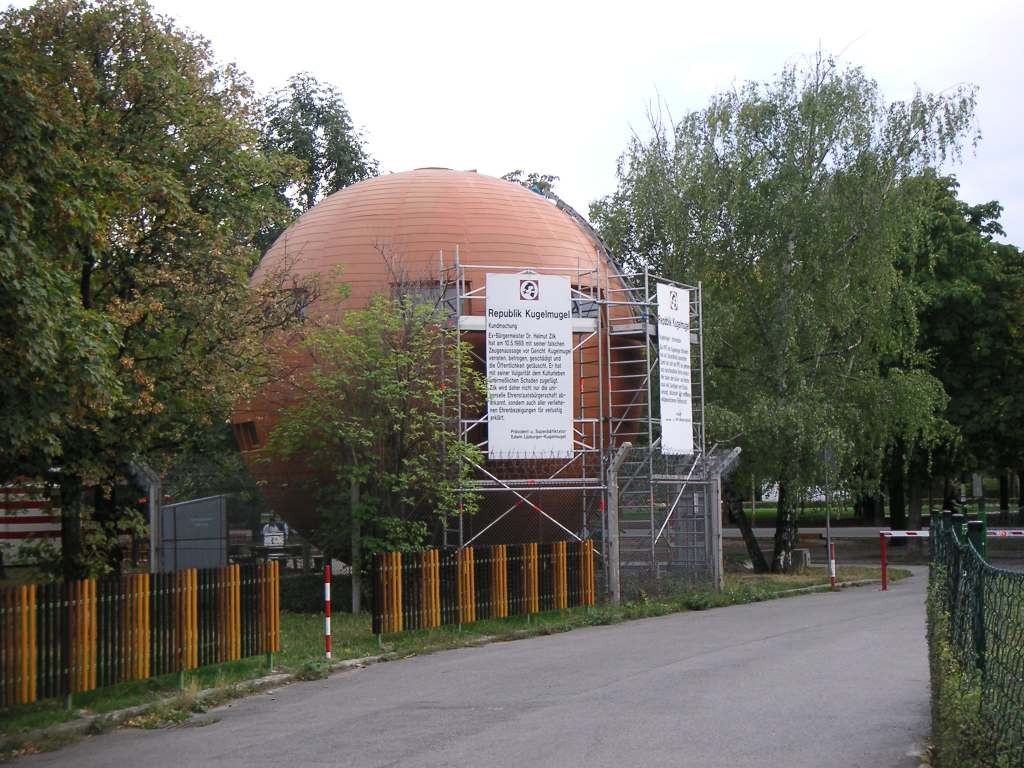
Kugelmugel

Kugelmugel är en före detta mikronation i Praterparken i Wien, Österrike.
På 1970-talet byggde konstnären Edwin Lipburger ett bollformat hus i Katzelsdorf i Niederösterreich men det uppfyllde inte myndigheternas krav på en bostad och förbjöds.
Efter flera års strider med myndigheterna flyttade konstnären huset till Wien år 1984 och  byggde ett taggtrådstaket runt om det. Han förklarade det 30  kvadratmeter stora området självständigt som Republiken Kugelmugel (die Republik Kugelmugel). Den enda adressen i Kugelmugel är "2, Antifaschismusplatz" (Antifascismplatsen 2). Republiken har omkring 600 medborgare, som alla lever utomlands på grund av platsbrist, samt ett konsulat i Wien.

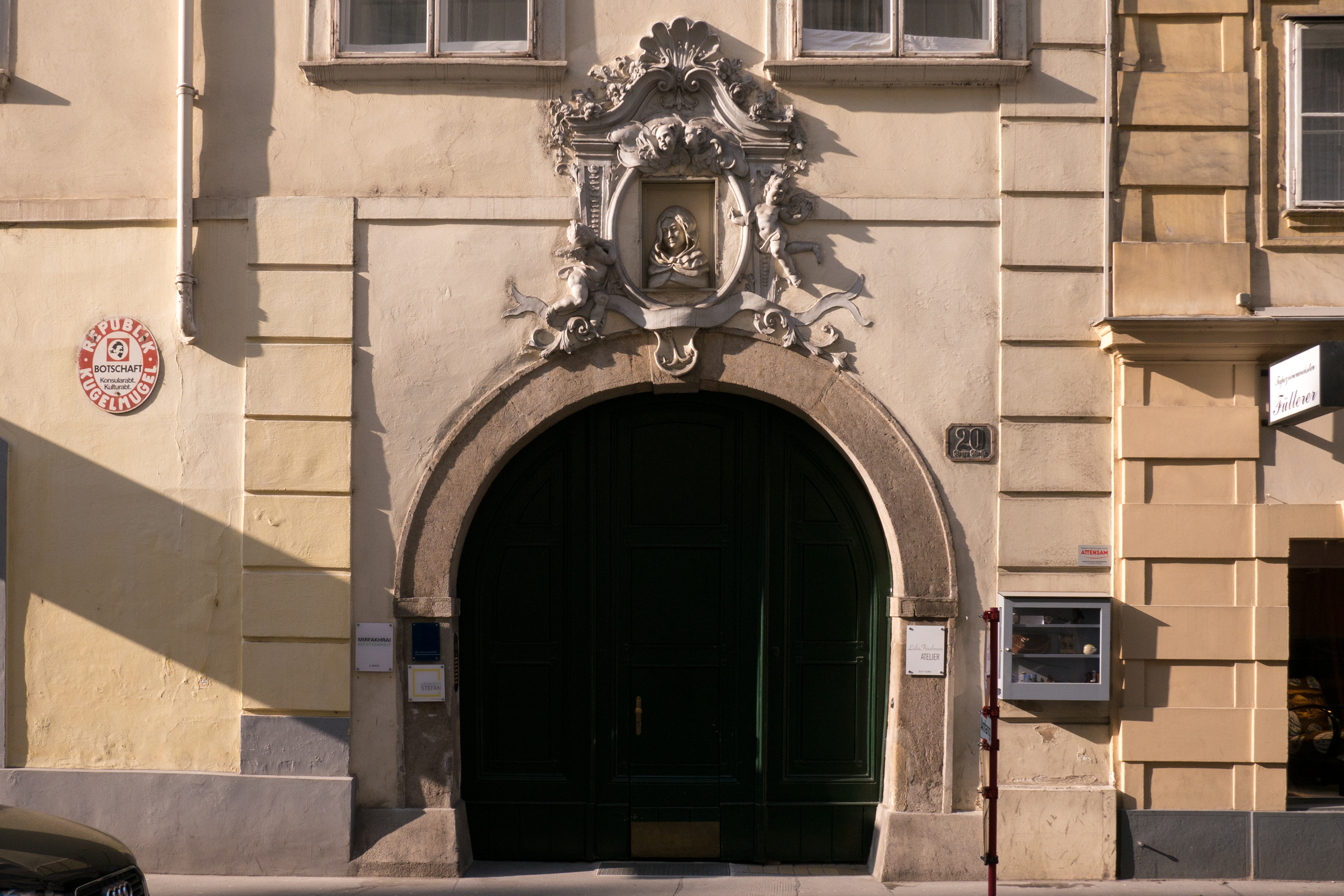
Republiken Kugelmugels konsulat.

Lipburger vägrade under en tid att betala skatt till Österrike, och började även att trycka egna frimärken. Han var nära att få fängelsestraff, men klarade sig enbart för att österrikiska presidenten tyckte att det var en rolig idé. Efter Edwin  Lipburgers död år 2015 övertogs presidentposten av hans son Nikolaus Lipburger.
Kugelmugel är känt bland många invånare i Wien, och har även blivit en turistattraktion.